# Принудителен труд
Принудителният труд е труд, извършван от човек против волята му, чрез заплаха за наказание – насилие, включително задържане или смърт, или други форми на принуда на него или негови близки.
Принудителният труд обхваща всички форми на робството и свързани институции, като дългово робство, крепостничество и трудови лагери.